# Хохновская
Хохновская — деревня в Виноградовском районе Архангельской области. Входит в состав Моржегорского сельского поселения.

## География
Деревня находится на левом берегу реки Северная Двина, на расстоянии 36 км (по прямой) к северо-западу от посёлка Березник, административного центра района, и 180 км (по прямой) к юго-востоку от города Архангельск, административного центра области.  

### Часовой пояс
Деревня Хохновская, как и вся Архангельская область, находится в часовой зоне МСК (московское время). Смещение применяемого времени относительно UTC составляет +3:00.

## Население
| 2002 | 2009 | 2010 | 2012 |
| ---- | ---- | ---- | ---- |
| 6    | ↘4   | ↘0   | ↗2   |

## Транспорт
Через деревню проходит автодорога «Монастырёк — Хохновская — Савинская — Моржегоры — Родионовская — Власьевская — Усть-Морж — Хетово — Рязаново». Южнее деревни проходит автомобильная трасса М-8 «Холмогоры» (Москва — Архангельск).

## Карты
- Хохновская. Публичная кадастровая карта
- Хохновская на карте Wikimapia